# Oporavljanje od katastrofe
Oporavljanje od katastrofe (eng. disaster recovery) čine proces, mjere i procedure koje su u svezi s pripremanjem oporavljanja (vraćanja u pretkatastrofno stanje) ili nastavak postojanja tehnološke infrastrukture kritično važne nekoj organizaciji ili sustavu nakon što se je zbila prirodna katastrofa ili katastrofa koju je izazvao čovjek.
Ove mjere čine podskup neprekidnosti poslovanja. Dok potonji sadrži planiranje čuvanja svih aspekata funkcioniranja posla usred destruktivnih događaja, oporavak od katastrofe se usredotočuje na IT odnosno na tehnološke sustave koji su potporom poslovnim funkcijama.

## Povijest
Početci koncepta oporavljanja od katastrofe su se razvijali od sredine prema kraju 1970-ih, otkad su upravitelji računalnih centara uvidjeli i prepoznali da njihove organizacije ovise o njihovim računalnim sustavima. U to su vrijeme većina sustava bila središnja računala koja su radila na batch sustavima koja su u mnogo slučaja bila nedostupna po nekoliko dana prije nego što bi nastala znatna šteta organizaciji.